# Campionat del món de ciclisme en pista de 1966
El Campionat Mundial de Ciclisme en Pista de 1966 es va celebrar a Frankfurt (Alemanya Occidental) del 29 d'agost al 4 de setembre de 1966.
Les proves es van realitzar al Waldstadion de Frankfurt. En total es va competir en 11 disciplines, 9 de masculines i 2 de femenines.

## Resultats

### Masculí

#### Professional
| Prova                 | Or                         | Argent                     | Bronze                   |
| Velocitat individual  | Giuseppe Beghetto · Itàlia | Ron Baensch · Austràlia    | Sante Gaiardoni · Itàlia |
| Persecució individual | Leandro Faggin · Itàlia ·  | Ferdinand Bracke · Bèlgica | Dieter Kemper · RFA      |
| Darrere moto          | Romain De Loof · Bèlgica   | Ehrenfried Rudolph · RFA   | Leo Proost · Bèlgica     |

#### Amateur
| Prova                     | Or                                                                             | Argent                                                                | Bronze                                                                                  |
| Velocitat individual      | Daniel Morelon · França                                                        | Pierre Trentin · França                                               | Omar Phakadze · Unió Soviètica                                                          |
| Persecució individual     | Tiemen Groen · Països Baixos                                                   | Jiří Daler · Txecoslovàquia                                           | Giorgio Ursi · Itàlia                                                                   |
| Persecució per equips     | Itàlia · Cipriano Chemello · Antonio Castello · Gino Pancino · Luigi Roncaglia | RFA · Karl-Heinz Henrichs · Herbert Honz · Jürgen Kissner · Karl Link | Unió Soviètica · Stanislav Moskvin · Mikhail Kolyuschev · Viktor Bykov · Leonid Vukolov |
| Quilòmetre contrarellotge | Pierre Trentin · França ·                                                      | Paul Seye · Bèlgica ·                                                 | Frans Van Den Ruit · Països Baixos ·                                                    |
| Tàndem                    | França · Pierre Trentin · Daniel Morelon                                       | RFA · Klaus Kobusch · Martin Stenzel                                  | Itàlia · Walter Gorini · Giordano Turrini                                               |
| Darrere moto              | Piet De Wit · Països Baixos                                                    | Bert Romyn · Països Baixos                                            | Christian Giscos · França                                                               |

### Femení
| Prova                 | Or                                 | Argent                            | Bronze                 |
| Velocitat individual  | Irina Kiritchenko · Unió Soviètica | Valentina Savina · Unió Soviètica | Heidi Blobner · RDA    |
| Persecució individual | Beryl Burton · Regne Unit          | Yvonne Reynders · Bèlgica         | Hannelore Mattig · RDA |

## Medaller
| Pos. | País           | Or | Plata | Bronze | Total |
| 1    | França         | 3  | 1     | 1      | 5     |
| 2    | Itàlia         | 3  | 0     | 3      | 6     |
| 3    | Països Baixos  | 2  | 1     | 1      | 4     |
| 4    | Bèlgica        | 1  | 3     | 1      | 5     |
| 5    | Unió Soviètica | 1  | 1     | 2      | 4     |
| 6    | Regne Unit     | 1  | 0     | 0      | 1     |
| 7    | RFA            | 0  | 3     | 1      | 4     |
| 8    | Austràlia      | 0  | 1     | 0      | 1     |
| 8    | Txecoslovàquia | 0  | 1     | 0      | 1     |
| 10   | RDA            | 0  | 0     | 2      | 2     |
|      | TOTAL          | 11 | 11    | 11     | 33    |